# Auguste de Saxe-Cobourg-Gotha (1818-1881)
Pour les articles homonymes, voir Auguste de Saxe-Cobourg-Kohary et Auguste de Saxe-Cobourg-Gotha (homonymie).
Auguste Louis Victor de Saxe-Cobourg-Gotha, prince de Saxe-Cobourg, connu également sous le nom de Auguste de Saxe-Cobourg-Kohary, né à Vienne, en Autriche, le 13 juin 1818 et mort le 26 juillet 1881 au château d'Ebenthal en Autriche, est un prince de la Maison de Saxe-Cobourg et un membre de la Chambre des Seigneurs de Hongrie.

## Famille

### Famille légitime
Auguste de Saxe-Cobourg-Gotha est le deuxième fils du prince Ferdinand de Saxe-Cobourg-Saalfeld (1785-1851) et de son épouse, la richissime princesse hongroise Antoinette de Koháry (1797-1862), héritière des domaines de Čabrad et Sitno, dans l’actuelle Slovaquie.
Le prince Auguste est le frère cadet du roi consort Ferdinand II de Portugal (1816-1885), lui-même époux de la reine Marie II de Portugal (1819-1853), et de la princesse Victoire de Saxe-Cobourg-Gotha (1822-1857), duchesse de Nemours. Il est en outre le cousin germain de la reine Victoria du Royaume-Uni (1819-1901) et de son époux le prince Albert de Saxe-Cobourg-Gotha (1819-1861) ainsi que le neveu du duc Ernest Ier de Saxe-Cobourg-Gotha (1784-1844) et du roi Léopold Ier de Belgique (1790-1865).
Le 20 avril 1843, le prince épouse au château de Saint-Cloud, en France, la princesse française Clémentine d'Orléans (1817-1907), fille du roi des Français Louis-Philippe Ier et de son épouse la princesse Marie-Amélie de Bourbon-Siciles (1782-1866).
Le couple a cinq enfants :
- Philippe de Saxe-Cobourg-Gotha (1844-1921), qui épouse, en 1875, la princesse Louise de Belgique (1858-1924), fille aînée du roi Léopold II de Belgique (divorce en 1906). D'où un fils et une fille ;
- Auguste de Saxe-Cobourg-Kohary (1845-1907), qui se marie à la princesse Léopoldine de Bragance (1847-1871), princesse du Brésil et fille de l’empereur Pierre II, à défaut de pouvoir épouser sa sœur aînée, la princesse héritière Isabelle de Bragance (1846-1921) ;
- Clotilde de Saxe-Cobourg-Gotha (1846-1927), qui s’unit à l’archiduc Joseph de Habsbourg-Lorraine (1833-1905), palatin de Hongrie et petit-fils de l’empereur Léopold II d’Autriche ;
- Amélie de Saxe-Cobourg-Gotha (1848-1894), qui épouse Maximilien-Emmanuel en Bavière (1849-1893), duc en Bavière ;
- Ferdinand Ier de Bulgarie (1861-1948) qui devient, en 1887 prince puis, en 1908, roi de Bulgarie. Celui-ci se marie en 1893 à la princesse Marie-Louise de Bourbon-Parme (1870-1899), fille du duc Robert Ier de Parme (1848-1907).

### Descendance illégitime
Selon certaines sources, le prince Auguste aurait eu une liaison avec la femme de son médecin, Karl von Braun, et serait le véritable père de ses deux enfants, Egon-August-Gustav (1862-1926) et Richard (1866-1955). Cependant Olivier Defrance, auteur d’une biographie de la princesse Clémentine, n’adhère absolument pas à cette thèse.

## Biographie

### Jeunesse
Petit-fils de François-Joseph de Kohary (1766-1826), dernier membre de la famille princière hongroise de Kohary, le prince Auguste est à la tête de la troisième fortune immobilière d’Autriche-Hongrie. Le prince n’est pourtant pas l’aîné des descendants des Kohary. Mais comme son frère Ferdinand a épousé la reine Marie II de Portugal en 1836, il a dû renoncer à ses droits sur le majorat familial et c’est Auguste qui en est alors devenu l’héritier, après son père et sa mère.
Au printemps de 1836, il est brièvement question d'un mariage entre Auguste et sa cousine, la future reine Victoria. Cependant, la différence de religion et l'absence de réels sentiments empêchent cette union de se réaliser. Dès 1836, le prince Auguste s’engage dans l’armée impériale autrichienne, où il reçoit rapidement le rang de major. Mais son rôle dans l’armée reste cependant symbolique et le prince n’y occupera jamais aucune fonction importante, même si l’empereur François-Joseph Ier d’Autriche lui décerne le grade de général de brigade en 1867.

### Un mariage prestigieux
Au sein de sa famille, Auguste de Saxe-Cobourg-Gotha est réputé « niais » et « fanfaron » et ses fiançailles avec la brillante Clémentine d'Orléans, fille du roi Louis-Philippe Ier des Français, sont plusieurs fois compromises à cause du jugement négatif que portent sur lui plusieurs de ses parents. Pourtant, le prince est bel homme et Clémentine, qui désespère de trouver un jour un mari, tombe véritablement amoureuse de lui.
En 1843, le mariage prestigieux du prince – auquel certains, en Autriche-Hongrie, refusaient la qualité de membre d’une famille souveraine du fait de l’alliance inégale de ses parents – avec une fille de roi (fût-ce le « roi bourgeois ») renforce considérablement sa position à Vienne. Il faut dire que Paris lui reconnaît dès 1844 le statut d’« altesse royale » alors qu’il n’est, en Allemagne, qu’« altesse sérénissime ».
Après leur mariage, Auguste et Clémentine parcourent l’Europe et visitent notamment le Portugal, la Belgique, l’Angleterre, Cobourg et la Hongrie où règnent leurs parents. Mais le prince, qui ne possède aucune réelle fonction officielle tant que son père est en vie, s’ennuie. En 1846, il obtient donc l’autorisation du gouvernement français d’accompagner son beau-frère, le duc d’Aumale, pendant une de ses campagnes en Algérie.

### Difficultés financières
En 1848, les révolutions de Paris et de Budapest laissent le prince Auguste et son épouse en grande difficulté. En France, le gouvernement de la République confisque progressivement ses biens à la famille royale tandis qu’en Hongrie le nouveau régime mis en place par Kossuth prive les seigneurs d’une grande partie de leurs privilèges. Et si l’écrasement de la révolution hongroise par les Russes permet à Auguste de retrouver ses biens dans l’empire autrichien, la mise en place de la Deuxième République puis du Second Empire en France confortent la perte des biens des Orléans.

### Chef des Saxe-Cobourg-Kohary
En 1851, le décès du prince Ferdinand de Saxe-Cobourg-Saalfeld permet à son fils d’exercer enfin des fonctions officielles au sein de l’Empire austro-hongrois. Le prince devient en effet membre de la Chambre des Seigneurs de Hongrie et s’occupe surtout de la gestion des domaines de sa famille.
Les Saxe-Cobourg-Kohary établissent alors successivement leur demeure à Cobourg puis à Ebenthal, près de Vienne, et enfin dans la capitale impériale elle-même à partir de 1860. En 1862, le prince Auguste est fait chevalier de la Toison d’or.
Passionné par les sciences, le prince devient rapidement un grand mécène. Il dirige en outre lui-même le classement des archives des Kohary. Le prince s’adonne également à la chasse et à l’acquisition d’œuvres d’art.
Le 26 juillet 1881, à l'âge de 65 ans, le prince Auguste meurt des suites d'une bronchite, compliquée d'une pneumonie, au château d'Ebenthal. Son corps est transféré dans le mausolée familial de l'église Saint-Augustin de Cobourg,.

## Décorations
Auguste de Saxe-Cobourg est :
- Grand-croix de l'Ordre de la Maison ernestine de Saxe (Duchés saxons, 1836) ;
- Grand-croix de l'ordre de la Tour et de l'Épée (Royaume de Portugal, 1836) ;
- Grand-croix de la Légion d'honneur de France (1840) ;
- Grand cordon de l'ordre de Léopold (Royaume de Belgique, 1844) ;
- Grand-croix de l'ordre de la Couronne de Rue (Saxe, 1848) ;
- Chevalier de l'ordre autrichien de la Toison d'or (1862, brevet n°988 : Empire d'Autriche) ;
- Grand-croix de l'ordre de la Croix du Sud (Brésil) ;
- Chevalier de l'ordre de Saint-Hubert (Bavière) ;
- Chevalier de l'ordre de l'Aigle noir (Prusse).